# Adenodrilus hemophagus
Adenodrilus hemophagus är en ringmaskart som beskrevs av Holt 1977. Adenodrilus hemophagus ingår i släktet Adenodrilus och familjen Bdellodrilidae. Inga underarter finns listade i Catalogue of Life.